# William H. Dieterich
William Henry Dieterich, född 31 mars 1876 i Brown County, Illinois, död 12 oktober 1940 i Springfield, Illinois, var en amerikansk demokratisk politiker. Han representerade delstaten Illinois i båda kamrarna av USA:s kongress, först i representanthuset 1931–1933 och sedan i senaten 1933–1939.
Dieterich deltog i spansk-amerikanska kriget som korpral, studerade sedan juridik i Valparaiso, Indiana och inledde 1901 sin karriär som advokat i Illinois.
Dieterich blev invald i representanthuset i kongressvalet 1930 och vann sedan mot den sittande senatorn Otis F. Glenn i senatsvalet 1932. Han återvände till arbetet som advokat efter en mandatperiod i senaten och avled sedan på en affärsresa i Springfield.